# Pempsamacra dispersa
Pempsamacra dispersa là một loài bọ cánh cứng trong họ Cerambycidae.